# A Flock of Seagulls (álbum)
A Flock of Seagulls é o álbum de estreia da banda de new wave A Flock of Seagulls. Foi lançado em 1982 pela Jive Records, e contava com o single de sucesso internacional "I Ran (So Far Away)", que alcançou o Top 10 nos Estados Unidos e na Nova Zelândia, assim como o nº 1 na Austrália. A canção "Space Age Love Song" também foi bastante pedida na rádio. Com o sucesso dos singles, o álbum alcançou o número 10 nos Estados Unidos.

## Recepção
O álbum recebeu boas críticas após seu lançamento e suas músicas foram bastante tocadas na rádio. É, em geral, reconhecido como um álbum conceitual sobre abdução alienígena, com as músicas seguindo, desta maneira, a sequência de uma história. Recebeu 4,5 estrelas de crítica da AllMusic.
A banda, e particularmente este álbum, foi bastante influente na década de 1980, por sua imagem memorável e por suas técnicas de produção surpreendentemente eficazes, ganhando o respeito do lendário produtor Phil Spector, que nos anos 80 chamou o álbum de "fenomenal".
Uma música deste álbum, "D.N.A.", conquistou um Grammy Award em 1983 pela Melhor Performance de Rock Instrumental.

## Lista de faixas
| N.º | Título                     | Duração |  |
| 1.  | "Modern Love is Automatic" | 3:50    |  |
| 2.  | "Messages"                 | 2:52    |  |
| 3.  | "I Ran (So Far Away)"      | 3:58    |  |
| 4.  | "Space Age Love Song"      | 3:48    |  |
| 5.  | "You Can Run"              | 4:26    |  |
| 6.  | "Telecommunication"        | 2:32    |  |
| 7.  | "Standing in the Doorway"  | 4:40    |  |
| 8.  | "Don't Ask Me"             | 2:46    |  |
| 9.  | "D.N.A."                   | 2:31    |  |
| 10. | "Tokyo"                    | 2:54    |  |
| 11. | "Man Made"                 | 5:40    |  |

### Lista de faixas alternativa
| N.º | Título                                                        | Duração |  |
| 1.  | "I Ran (So Far Away)"                                         | 5:05    |  |
| 2.  | "Space Age Love Song"                                         | 3:45    |  |
| 3.  | "You Can Run" (Don Covay, Willie Dennis, A Flock of Seagulls) | 4:28    |  |
| 4.  | "Don't Ask Me"                                                | 2:46    |  |
| 5.  | "Messages"                                                    | 2:51    |  |
| 6.  | "Telecommunication"                                           | 2:31    |  |
| 7.  | "Modern Love Is Automatic"                                    | 3:49    |  |
| 8.  | "Standing in the Doorway"                                     | 4:41    |  |
| 9.  | "D.N.A."                                                      | 2:30    |  |
| 10. | "Man Made"                                                    | 5:38    |  |

Note: Esta é a lista de faixa nos Estados Unidos.

### Lista de faixas da versão remasterizada de 2011
| N.º | Título                     | Duração |  |
| 1.  | "Modern Love is Automatic" | 3:50    |  |
| 2.  | "Messages"                 | 2:52    |  |
| 3.  | "I Ran (So Far Away)"      | 5:05    |  |
| 4.  | "Space Age Love Song"      | 3:48    |  |
| 5.  | "You Can Run"              | 4:26    |  |
| 6.  | "Telecommunication"        | 2:32    |  |
| 7.  | "Standing in the Doorway"  | 4:40    |  |
| 8.  | "Don't Ask Me"             | 2:46    |  |
| 9.  | "D.N.A."                   | 2:31    |  |
| 10. | "Tokyo"                    | 2:54    |  |
| 11. | "Man Made"                 | 5:40    |  |
| 12. | "Pick Me Up"               | 3:07    |  |
| 13. | "Windows"                  | 3:30    |  |
| 14. | "Tanglimara"               | 4:30    |  |
| 15. | "Intro"                    | 3:24    |  |

## Créditos

### A Flock of Seagulls
- Mike Score  – vocal, teclado, guitarra base adicional
- Paul Reynolds  – guitarra solo e base, vocal de apoio
- Frank Maudsley  – baixo, vocal de apoio
- Ali Score  – bateria, percussão

### Produção
- Produzido por Mike Howlett, Bill Nelson
- Engenheiros: Mark Dearnley, Mike Shipley
- Masterizado por "BillBo"

## Posição nas paradas
| Parada (1982)        | Melhor posição |
| -------------------- | -------------- |
| Canada Albums Chart  | 5              |
| German Albums Chart  | 26             |
| Swedish Albums Chart | 32             |
| UK Albums Chart      | 32             |
| US Billboard 200     | 10             |